# 小堀勝啓のわ!Wide とにかく今夜がパラダイス
『小堀勝啓のわ! Wide とにかく今夜がパラダイス』（こぼりかつひろのわ!ワイド とにかくこんやがパラダイス）は、1982年10月から1989年9月までCBCラジオ（中部日本放送）で放送された、夜の若者向けワイド番組。通称は「わ! WIDE」「とに今（サブタイトル『とにかく今夜がパラダイス』に由来）」「ワイド（より簡略的な場合）」。

## 概要
この番組は当時、首都圏で絶大な人気を博していた、夜のワイド番組『吉田照美のてるてるワイド』（文化放送）を研究して制作された番組である（明らかに『てるてるワイド』を意識した名の付いたコーナーも存在していた）。愛知県・岐阜県・三重県が主な放送対象地域。
パーソナリティは小堀勝啓（CBCアナウンサー(当時)）が担当。この番組が始まる前まで放送していたラジオ番組『星空ワイド 今夜もシャララ』で、パーソナリティを務めていた小堀のキャラクターが注目され、そのキャラを生かして作られた番組である。
小堀の様々な音楽に対する造詣の深さと（橋幸夫から、ビートルズまで網羅）その語り口（若者には新鮮だった「オヤジ ギャグ」の多用）が、当時の東海地方の中学生、高校生から圧倒的な支持を得た。当時の東海地方のラジオ番組聴取率調査では当番組がトップで、小堀の発言が東海地方の流行を左右すると言われるほどの影響力があった。小堀は当時から芸能人との交遊が広かった。当時、人気絶頂だったアイドルの田原俊彦、無名の存在だったドリームズ・カム・トゥルー など、この番組に、有名無名の芸能人が多数、ゲストとして出演した。中には永井真理子の様に、当番組で小堀が強力にプッシュしたことによって、東海地方で人気に火が付き、全国区進出を果たしたアーティストもいた。
当時、平日夜間のCBCラジオは全国的に聴取が可能である事から、番組人気は全国的に広がり、雑誌『ラジオパラダイス』（三才ブックス）ではパーソナリティ人気投票で、小堀がベスト10の常連となり、当番組と連動したレギュラーコーナー「パラダイスKING」も設けられていた。
オープニング テーマは、ザ・ベンチャーズの「青い渚をぶっとばせ(Kickstand)」だが、実際に使われたものは、武川雅寛（ムーンライダーズ）のカバーバージョンである。東海地方出身のアーティスト センチメンタル・シティ・ロマンス、小堀と親交がある原田真二が当番組のテーマソングを提供した。原田は「この番組が好きだから」という理由で、テーマソングを自主的に作って来た）。
この番組の手本となっている『てるてるワイド』に「名古屋で『てるてる - 』に似たラジオ番組を放送している」という投書が届いた。吉田照美は「○○大学 放送研究会の吉田」と称して、CBCに電話を掛けて、その番組内容を聞き出す様子を番組で流し、内容の類似さをリスナーにアピールして憤慨していた。最初に電話を掛けた時は対応したCBC社員に「照美さんでしょ?」と言われてしまい、最初から分かっていた事が判明すると吉田は一方的に電話を切ってしまった。後日、2度目の電話をした時は存在が判明する事無く番組内容を聞き出す事に成功した。
当番組は直前の『CBCドラゴンズナイター』のドラゴンズ戦の試合展開次第で番組が短縮放送となる事も少なくなかった影響で放送が短縮された事例が数多く発生したため、元来「スポーツ、特に球技がまるでダメ」とまで公言していた小堀は「野球の選手は『プロ』なんだから、速く終わってみろ!」などと聞き様によっては暴言とも取れる発言をしていた。一方で『大相撲ハイライト』が同局で放送され、その影響で本場所開催中は放送時間が10分間 短縮される形となったため、小堀は野球と同様に嫌悪しており、相撲取りの事を「スポーツ でぶ野郎」などと称していた。
CBCテレビで当番組と同時間帯に放送した『ザ・ベストテン』（TBSテレビ）で小堀が追っかけマンを担当した時期はCBCの男性アナウンサーが番組の途中まで代打パーソナリティを務め、『ザ・ベストテン』の生中継終了後に小堀がレインボースタジオに駆け付けて、番組途中からパーソナリティを務める形を取った。小堀自身がザ・ベストテンの合間に本番組に出て進行したり、追っかけた歌手をそのまま本番組に引き込んでゲスト出演させたこともあった。
1989年10月2日からCBCテレビで開始される『CBCニュース通り 小堀勝啓の時代塾』（半年後の1990年3月に開始する小堀司会の『ミックスパイください』の原型となる番組）を担当することになったため、同年9月28日に終了。番組終了が決定するとリスナーに発表すると共にカウントダウンを始め、やり残したことがないか最後の総仕上げに入った。
最終回は21時からの生放送にもかかわらず、レインボースタジオの前には大勢のリスナーが駆け付けた。中には模造紙に大きく描いたメッセージを張って感謝の気持ちを伝えるリスナーもいた。当番組を放送する時間帯はレインボースタジオはシャッターを下ろしており外からは見えないが、当日は警備上開放が可能な23時までシャッターを開けてリスナーの気持ちに応えた。小堀は番組冒頭、21時の時報直後に別スタジオからピアノによる『イマジン』（ジョン・レノン）の生演奏を披露した。この時の盛況振りをCBCテレビの報道部が取材して、当日深夜放送のニュース番組『CBCニュース24』で取り上げた。
1995年12月15日（金）21時 - 12月16日（土）21時まではCBC 創立45周年記念番組『TALK RADIO45』を放送。その中の第1部と第2部（12月15日 21:00 - 24:00、12月16日 25:30 - 27:00）で復活した。
2013年11月28日（木）22:00 - 23:55に『伝説の深夜ラジオ復活祭』の一環として、一夜限りで復活した。

## 放送時間
放送開始当初（1982年10月）は毎週月曜 - 金曜 21:00 - 22:50に放送。1984年4月第2週より『今夜もシャララ ぽっぷるfeeling』の放送枠を吸収して、月曜～金曜 21:00 - 24:40に放送時間を拡大した。金曜のみ、4月第3週から別番組を放送。24:10までの放送に枠縮小。
1985年4月第2週より『ラジオでフライデイト 夜はこれから!』（パーソナリティ：伊藤秀志、パートナー：益川京子 → 永井恵 → 神野三枝）を開始。月曜 - 木曜帯の放送となった。

## 出演者

### レギュラー
- 小堀勝啓（CBCアナウンサー(当時)）
- 鉄崎幹人
- 黒川慶一 (金曜後半→火曜後半)[注釈 1]
- 広瀬隆 (月曜後半)[注釈 2]
- 五藤文夫(火曜後半)[注釈 3]
- 石倉倫子 (水曜後半)[注釈 4]
- チャーリー栗原 (木曜後半)[注釈 5]
- 荻野博子 (木曜後半)[注釈 6]
- パラダイス メイツ - 公募による、女子大生で構成。アシスタントを務めた。
- 浅野由美 (木曜後半)[注釈 7]
- アルバイトの名古屋大学の学生 (木曜後半)[注釈 8]
- いそうろう (木曜後半)[注釈 9]
- 北村想
- 佃典彦
- 伊沢勉
- 木村庄之助
- 沢木由実
- 今泉景子
- 田中里佳
- 大木ゆみこ

ほか多数
- （なお、当番組の歴代のディレクターは「イモ村」というニックネームで呼ばれていた。これは番組の初代のディレクターが、その様に呼ばれていた事に由来するが、その後、ディレクターが変わっても、ニックネームだけは「○代目イモ村」という形で引き継がれていった（なお、かつてのディレクターは「モトイモ」と呼んだ）。こうした今で言う「スタッフいじり」は他に、ある日突然角刈りにしたことで番組内で話題にされた「ミキサーのスーちゃん」という事例がある）[1]。）

## 主なコーナー
- ここで一発 運試し
- クイズ ショックタイム
  - 五十三次すごろく道中（電話参加で、3000円、5000円、1万円の各コースから選んで解答。正解すれば五十三次を進むことが出来る）[1]
- 少年少女探偵団
- 鉄崎幹人のとと〜んとクイズ
- とに今 ラジオ文庫
- 日替わりマル秘 マルキャンレポート
  - ラジオ生徒手帳
    - 変な校則や規則など学校の話題を紹介[1]。

  - 学校対抗 カラオケ歌合戦
  - 夜空にこんばんは
  - 一万人のカルチャークラブ
    - 今泉景子、フィル（中国人）、Mr.ケン（アメリカ人）と一緒に進行。日常生活をテーマとして3か国の文化比較論を展開[1]。

  - 勉ちゃんの「これが本当のイミダス」
  - ほか
- 2F ロビーアワー
- キャンパス考現学[13]
- NEC ビットイン プラザ
- TDK パラダイス通信
  - 身近な話題を、テープなど録音したもので募集していた。このコーナーから「ホルダーおじさん」「手品おじさん」「ゲップばばあ」などが話題になっていった[1]。コーナーテーマ曲は、武川雅寛のアルバム「とにかくここがパラダイス」収録曲「クルーエル・シー」[14]
- ヒロくんの気まぐれ ワンダーランド[15]
- トシちゃんの前のコーナー
  - 本番組初期の頃に放送。本番組内で『田原俊彦 誘惑トゥナイトSEE SAY DO』が放送されていた当時、これの直前に設けていたコーナー。「僕は田原俊彦です」から始まる面白おかしいネタを募集[16]。「前のコーナー」としては後述の木村一八よりも先に行われていた。
- 木村一八の前のコーナー
  - タイトル通り『木村一八のギリギリtwist and shut』の前に放送していたコーナー。その詳細は当該の節を参照。
- いちご倶楽部とにんじんパーティー
  - ゲストコーナー。近況を聞くのが主で、不定期で、録音となった事があった。最初は名古屋で活動する人を紹介し、「名古屋文化マップ」を作ろうというコンセプトで始まった[1]。
  - カロリーメイト はみ出し情報
- エキスプレス ホットインフォメーション[17]
- 敗者復活 早掛けテレフォン
  - 一番早く番組に電話がかかったリスナーにチャンスが与えられる。それまで番組内で言ったキーワードを回答。正解すれば番組オリジナルグッズ、ゲストの宣材グッズなどがもらえた[1]。
- 勉ちゃんの「青春の門（かど）」
- ジェクス うわさのデータボックス
- 今日の電話メッセージ
- 10・4カプセル
- キャンパス グラフィティ[18]
- ビートオン ララバイ（月曜23 - 24時台）
  - フレキシブル サウンドコンテスト〜ハメハメ エブリバディ 　
  - ワースト ヒットU.S.O!
  - ウィークリーミュージック インフォメーション
  - 庄ちゃんの「さびしんぼう万才」
- 夜のいこい（火曜23 - 24時台）
  - 黒ちゃんのパパはニュースキャスター
  - エジソン君とトマソン君
    - リスナーみんなで発明して、特許をとって商品化することを目標に、おかしな商品提案を紹介したり、人生相談なども行っていた[1]。

  - 人に歴史あり
  - 人生テレホン相談（金曜23 - 24時台 → 火曜23 - 24時台） → さわやか人生相談
- CBC プライム ステーション24（火曜23 - 24時台）
  - ニュース タイムマシン
- ムーンライト シャッフル（水曜23 - 24時台）
  - ミュージックプログラムで、ニューミュージック、J-POPを中心にアーティスト特集などで構成[1]。
- 化石博物館（木曜23 - 24時台）
- コーク ワンダーレイディオ（木曜23 - 24時台）
- 世紀末博覧会（木曜23 - 24時台）
- 木曜喫茶室（木曜23 - 24時台）[注釈 10]
  - チャーリーのアバウト人生（チャーリー栗原の近況報告）
  - 底抜けB級天国
    - 「B級はA級の母、B級は万物のオリジン、B級は文化のおもちゃ箱、そしてB級こそぼくらのパラダイス」というコンセプトの元、リスナーから寄せられたB級の人物、雑誌、記事、映画、その他各種物件を紹介[1]。

  - K.Kのオーラル シアター
    - 小堀が映画の内容をその場で再演しながら紹介。当時「名古屋映画界の御大」と言われた横田佳代子も出演[1]。

  - モックのちょっとだけサイエンス
    - 大学で地学を専攻していた浅野由美を講師に、「文化系人間なりに科学を考えていこう」というコーナー[1]。

  - フラワーエクスプレス フォーユー
- 中日新聞ニュース[注釈 11]

## 内包していた主な番組
- クラウンレコード1万円クイズ → クラウンレコード ラッキープレゼント （ニッポン放送 制作）
- のりのりだぁーポップン10ぷん[注釈 12]
- ぱふぱふ プライベート レッスン - 堀江しのぶが担当。
- 爆発! 勇シンドローム - 勇直子が担当。
- 黒川慶一のおポンチ倶楽部
- ソフトクリームのクリーミーナイト
- 夜のドラマハウス（ニッポン放送 制作）
- 俺が木村一八だ! → 一八と弘志クン → ビーバーヤング 木村一八のギリギリtwist and shut（ニッポン放送 制作）
- ビーバーヤング 光のスターライトキッス（ニッポン放送 制作）
- 田原俊彦 誘惑トゥナイトSEE SAY DO → 田原俊彦 君とSHOWERING NIGHT SEE SAY DO → 田原俊彦 心はストレート（ニッポン放送 制作）[注釈 13]
- 仲村トオル 待たせてゴメン（ニッポン放送 制作）
- ザ・ヒットパレード 毎日がベストテン（TBSラジオ制作）
- 杉山清貴のロッテリア サウンド・ウェーブ（TBSラジオ制作）
- NISSAN サウンド ステーション → NISSAN シネマランド
- 松山香織のぺきんぱ倶楽部
- 永井真理子のぺきんぱパーティ
- KIDS IN TOSHIBA かぼちゃークラブ （秋元康、竹沢るり子 → 本田美奈子。ニッポン放送 制作）
- 全日空ミュージックスカイホリデー（見城美枝子）
- 桑田靖子のPop Houseでネ（月曜24時台）[注釈 14]
- ベリーズのテレパシー・フォー・ユー（月曜24時台）
- 千恵のカゲキにCharming （尾高千恵、月曜24時台）
- 向こんパート2[注釈 15]
- モコの青春　向山[注釈 16]
- 大相撲ハイライト（TBSラジオ制作）[注釈 17]